# ايتاناجار
ايتاناجار هي مدينة، في الهند، تقع في بابوم باري، بلغ عدد سكانها 59,490  نسمة وذلك حسب إحصائيات سنة 2011، رمزها البريدي هو 791111.

## الموقع
تشترك في الحدود مع:
- North Lakhimpur [الإنجليزية]‏.

## المناخ
يظهر الجدول التالي التغييرات المناخية على مدار السنة لايتاناجار:
| البيانات المناخية لـايتاناجار     | البيانات المناخية لـايتاناجار | البيانات المناخية لـايتاناجار | البيانات المناخية لـايتاناجار | البيانات المناخية لـايتاناجار | البيانات المناخية لـايتاناجار | البيانات المناخية لـايتاناجار | البيانات المناخية لـايتاناجار | البيانات المناخية لـايتاناجار | البيانات المناخية لـايتاناجار | البيانات المناخية لـايتاناجار | البيانات المناخية لـايتاناجار | البيانات المناخية لـايتاناجار | البيانات المناخية لـايتاناجار |
| الشهر                             | يناير                         | فبراير                        | مارس                          | أبريل                         | مايو                          | يونيو                         | يوليو                         | أغسطس                         | سبتمبر                        | أكتوبر                        | نوفمبر                        | ديسمبر                        | المعدل السنوي                 |
| --------------------------------- | ----------------------------- | ----------------------------- | ----------------------------- | ----------------------------- | ----------------------------- | ----------------------------- | ----------------------------- | ----------------------------- | ----------------------------- | ----------------------------- | ----------------------------- | ----------------------------- | ----------------------------- |
| الدرجة القصوى °م (°ف)             | 28.8 (83.8)                   | 33.1 (91.6)                   | 35.6 (96.1)                   | 35.2 (95.4)                   | 36.0 (96.8)                   | 39.5 (103.1)                  | 37.6 (99.7)                   | 37.4 (99.3)                   | 37.4 (99.3)                   | 35.7 (96.3)                   | 31.6 (88.9)                   | 30.5 (86.9)                   | 39.5 (103.1)                  |
| متوسط درجة الحرارة الكبرى °م (°ف) | 24.0 (75.2)                   | 25.9 (78.6)                   | 29.4 (84.9)                   | 28.5 (83.3)                   | 30.0 (86.0)                   | 30.6 (87.1)                   | 33.8 (92.8)                   | 31.5 (88.7)                   | 32.7 (90.9)                   | 32.6 (90.7)                   | 29.1 (84.4)                   | 25.1 (77.2)                   | 29.2 (84.6)                   |
| المتوسط اليومي °م (°ف)            | 16.9 (62.4)                   | 19.4 (66.9)                   | 22.6 (72.7)                   | 24.2 (75.6)                   | 26.2 (79.2)                   | 27.2 (81.0)                   | 29.7 (85.5)                   | 27.9 (82.2)                   | 28.5 (83.3)                   | 27.3 (81.1)                   | 22.3 (72.1)                   | 19.0 (66.2)                   | 23.9 (75.0)                   |
| متوسط درجة الحرارة الصغرى °م (°ف) | 10.3 (50.5)                   | 12.9 (55.2)                   | 15.9 (60.6)                   | 19.9 (67.8)                   | 22.3 (72.1)                   | 23.8 (74.8)                   | 25.5 (77.9)                   | 24.4 (75.9)                   | 24.4 (75.9)                   | 19.3 (66.7)                   | 15.4 (59.7)                   | 12.9 (55.2)                   | 18.6 (65.5)                   |
| أدنى درجة حرارة °م (°ف)           | 5.8 (42.4)                    | 7.2 (45.0)                    | 9.0 (48.2)                    | 15.8 (60.4)                   | 15.9 (60.6)                   | 21.2 (70.2)                   | 22.4 (72.3)                   | 21.8 (71.2)                   | 21.3 (70.3)                   | 16.0 (60.8)                   | 9.5 (49.1)                    | 5.2 (41.4)                    | 5.2 (41.4)                    |
| الهطول مم (إنش)                   | 15.5 (0.61)                   | 24.9 (0.98)                   | 144.8 (5.70)                  | 248.3 (9.78)                  | 441.1 (17.37)                 | 657.7 (25.89)                 | 662.7 (26.09)                 | 604.8 (23.81)                 | 433.7 (17.07)                 | 116.7 (4.59)                  | 31.0 (1.22)                   | 10.6 (0.42)                   | 3٬302٫1 (130.00)              |
| متوسط الأيام الممطرة              | 7.5                           | 9.5                           | 7.8                           | 20.5                          | 22.0                          | 28.0                          | 17.0                          | 25.0                          | 18.0                          | 11.0                          | 6.0                           | 2.0                           | 170.6                         |
| متوسط الرطوبة النسبية (%)         | 77.3                          | 79.1                          | 65.3                          | 85.7                          | 80.2                          | 87.8                          | 89.4                          | 92.3                          | 93.0                          | 80.4                          | 78.4                          | 75.0                          | 82.0                          |
| المصدر: World Weather Online      |                               |                               |                               |                               |                               |                               |                               |                               |                               |                               |                               |                               |                               |